# Smržovka-Luční
Smržovka-Luční je železniční zastávka na Jablonecku. Leží v km 21,218 jednokolejné neelektrizované trati Liberec–Harrachov v nadmořské výšce 583 m n. m. Zastávka je zařazena do integrovaného dopravního systému IDOL.

## Poloha
Zastávka leží na Smržovce, v městské části Luční. Leží také mezi stanicí Smržovka a zastávkou Smržovka střed na regionální trati Liberec–Harrachov. Leží v České republice v Libereckém kraji v Jizerských horách.

## Historie
Zastávka byla vybudována v rámci projektu Zlepšení dopravní obslužnosti území Mikroregionu Tanvaldsko, který spolufinancovala Evropská unie. Kromě této zastávky byly vybudovány ještě další tři - Desná-Pustinská, Desná-Riedlova vila a Velké Hamry město. Zastávka byla vystavěna v druhé polovině roku 2009. Do ostrého testovacího provozu byla zastávka uvedena 1. ledna 2010 – konečná kolaudace zastávky pak proběhla 13. srpna 2010. Prvním vlakem, který na zastávce zastavil byl spoj č. 16206 s odjezdem v 5.52 hodin ve směru z Tanvaldu do Liberce.

## Popis
Zastávka má přístřešek proti povětrnostním vlivům. Zastávka je mezilehlá. Zastávka stojí na poměrně úzkém prostoru mezi zářezem trati a korytem Smržovského potoka, které muselo být upraveno a břeh u zastávky byl zpevněn gabionovou zdí. Zastávka má 60 metrů dlouhé nástupiště s výškou 300 mm nad temenem kolejnice, je široké 3 metry, osvětlené třemi moderními nízkými perónovými lampami. K nástupišti byl vystavěn 108 metrů dlouhý přístupový chodník se stejným osvětlením.

## Doprava
Zastavují zde všechny osobní vlaky na trase linky L1 Liberec – Tanvald – Harrachov – Szklarska Poręba Górna.

## Cestující

### Odbavení cestujících
Zastávka nezajišťuje odbavení, odbavení cestujících se provádí ve vlaku.

### Přístup
Přístup na zastávku (včetně přístřešku před povětrnostními vlivy) je bezbariérový na všechna nástupiště. Zastávka je vybavena pro zrakově postižené (vodící linie).